# Државни савјет (Јапан)
Државни савјет (јап. 枢密院 — сумицу-ин) био је савјетодавни орган јапанског цара од 1888. до 1947.

## Историјат
Државни савјет је основан указом цара Муцухита, дана 28. априла 1888, са задатком да разматра нацрт Устава. Први предсједник је био Ито Хиробуми. Савјет је установљен по узору на Државни савјет Уједињеног Краљевства.
Државни савјет се састојао из предсједника, потпредсједника, најмање 12 државних савјетника и секретара. Све чланове Државног савјета је именовао цар Јапана, по предлогу владе, на доживотни мандат. Чланови по функцији су били и премијер и министри. Сједницама су могли присуствовати и пунољетни чланови царског дома. Државни савјет је увијек засједао тајно у царском дворцу у Токију, а некада је сједницама присуствовао и цар.
Године 1941. јапанска влада је објавила рат САД без савјетовања с Државним савјетом. Дана 3. маја 1947. Државни савјет је био распуштен у вези са доношењем новог Устава.

## Дјелокруг
Меиџи устав је само укратко одређивао да ће „државни савјетници, у складу са одредбама којима се уређује организација Државног савјета, разматрати важније државне послове на позив цара“.
Државни савјет је савјетовао цара у вези са:
- амандманима на Меиџи устав (1890);
- амандманима на Закон о царском дому (1889);
- уставним тумачењима и предлозима закона и уредби;
- проглашењем ванредног стања и објавом рата;
- уговорима и другим међународним споразумима;
- питањима насљедства престола;
- проглашењем регентства;
- другим питањима на позив цара, а по предлогу владе.

Државни савјет је, међутим, имао највећи утицај на Дом лордова Народне скупштине: он је, наиме, цара саветовао у именовању 125 истакнутих политичара и научника за доживотне перове. 
Државни савјет није имао право предлагања закона.